# Ле-О-Сульсбак
Ле-О-Сульсбак (фр. Le Haut Soultzbach) — муніципалітет у Франції, у регіоні Гранд-Ест, департамент Верхній Рейн. Ле-О-Сульсбак утворено 1 січня 2016 року шляхом злиття муніципалітетів Морцвіллер i Сопп-ле-О. Адміністративним центром муніципалітету є Морцвіллер. Населення — 867 осіб (01.01.2021).